# Samael (banda)

Samael es una banda de metal industrial proveniente de Suiza. En sus inicios fue una banda de black metal puro, evolucionando después para suavizar su sonido, e incorporar elementos electrónicos e industriales hasta ser puramente metal industrial.

## Biografía

### Inicios de Samael
Samael se formó el año 1987, a partir de la unión entre Vorph y Xy, quienes son hermanos; dentro de su ciudad, Sion, nació el mismo año una banda emparentada llamada Alastis. Aparte de Xy y Vorph, la banda fue integrada inicialmente por Pat Charvet, aunque ésta la abandonó en 1988.
El mismo año 1987 en que nacieron, grabaron su primer demo, Into the Infernal Storm of Evil, al que siguieron Macabre Operetta (1988) y From Dark to Black, además de grabar el EP Medieval Prophecy. Todo este material sería después la base para su primer disco de estudio, Worship Him.
En Worship Him, Samael presentaba una acusadísima influencia de otra banda seminal del black metal suizo, cual era Celtic Frost (con base en Zürich). Su estilo musical incluía guitarras arrastradísimas, y voz rasposa y afilada. En ese tiempo, Samael no había incorporado aún el teclado o los sintetizadores como instrumento musical.
En 1992 se incorporó Masmiseim a la banda, quien era antiguamente miembro de Alastis. Paralelamente grabaron su segundo disco, Blood Ritual. En este disco, producido por Waldemar Sorychta, quien produciría después otros discos de Samael (aparte de a bandas como Therion o Moonspell), el sonido de Samael evolucionó abandonando un poco el black metal de corte antiguo.

### Evolución musical de Samael
Ceremony of Opposites fue el disco que después marcaría un giro en Samael (aunque este disco es propiamente Black metal). Por primera vez se convirtieron en un cuarteto, cuando Vorphalack, Masmiseim y Xytras incorporaron a Rodolphe H., como teclista y sampleador. La incorporación de teclados y sampleos le dio a Samael un nuevo sonido, que salía del black metal clásico para adentrarse en las aguas del dark metal; su EP posterior Rebellion, aun siendo casi por completo metalero, incursionó experimentalmente en la música electrónica, con su tema Static Journey. La música estuvo nuevamente a cargo de Xytras, con la colaboración de Vorphalack en el tema To our martyrs. Nuevamente contaron con Waldemar Sorychta como productor, lo que se repetiría en su siguiente disco de estudio, Passage.
La salida de Rodolphe H. de la banda llevó a tomar una drástica decisión, tratándose de una banda esencialmente de música metal. Xytras, que hasta el momento había oficiado como batería de la banda, pasó a ocupar los teclados. El lugar del batería fue ocupado, de momento, por un sintetizador en el disco Passage; siendo éste un disco de black metal al estilo de los noventa, esta decisión le confirió un aura particular. Para el siguiente trabajo, su EP Exodus, mezclaron temas que pueden ser considerados como una continuación del Passage (según reconoce Vorph en el booklet de Aeonics, el tema Exodus que abre el EP debería haber sido incluido en el Passage, y esto no fue así por decisión del sello Century Media), con una mayor preponderancia del teclado y los elementos electrónicos, algo especialmente visible en el tema From Malkuth to Kether. En 1997 Xytras sacó en solitario una versión instrumental neoclásica/electrónica del álbum Passage, llamándolo de la misma manera y como portada un negativo de la imagen del álbum de Samael.
El disco Eternal (1999), su quinto LP, significó abrazar en definitiva un sonido que mezclaba el metal con la música industrial, un poco en la línea de Rammstein, o quizás Ministry. También marcó un profundo punto de inflexión en la trayectoria de Samael, puesto que por diversos motivos (conflictos con el sello Century Media, problemas personales, etcétera), no habría un nuevo disco de estudio hasta el año 2004.

### De Reign of Light a Solar Soul
En los años siguientes al lanzamiento de Eternal, Xy trabajó en dos proyectos distintos. Era One era un trabajo electrónico con la voz de Vorph, sin elementos propiamente de rock o música metal. Lessons in Magic #1 era, por su parte, un proyecto completamente electrónico e instrumental de música ambient. Ambos fueron ofrecidos a Century Media como el cuarto y quinto disco de Samael con el sello, a pesar de que en estricto rigor no los eran, y Century Media los aceptó como tales, aunque se negó a publicarlos (de momento). De este modo, Samael y Century Media dieron por cumplidas sus obligaciones contractuales, y siguieron cada uno por su camino.
Samael crearon su propio sello discográfico, Galactical Records, con lo cual ganaron independencia para elaborar una música más de su agrado. De esta manera, llamando una vez más al productor musical Waldemar Sorychta, grabaron el disco Reign of Light, el cual fue lanzado en 2004, y mantuvo a Samael en un intenso período de giras durante dos años. También por primera vez, Samael lanzó singles de sus canciones: Telepath y On Earth. En el año 2006, a la espera de trabajar en un nuevo disco, llegaron a un acuerdo con Century Media para publicar los trabajos inéditos, lanzando así el disco doble Era One, que contenía tanto este trabajo como Lessons in Magic #1. Para esto, el material grabado durante los años 2002 y 2003 fue remasterizado durante el 2005.
Después de todo lo anterior, Samael se embarcó en dos proyectos nuevos. Uno de ellos fue la celebración de sus veinte años de carrera con el lanzamiento de Aeonics, antología que compila material de todos sus discos entre Worship Him y Era One. El segundo fue el disco destinado a ser el sucesor de Reign of Light. De este modo, grabaron un promo con tres temas para exhibirlo ante las discográficas, firmando así un contrato con Nuclear Blast para sacar un nuevo álbum de estudio. Durante el otoño del 2006, Samael grabó en Suiza el nuevo disco, Solar Soul. El 11 de mayo de 2007, Nuclear Blast lanzó un sencillo promocional, Walkyries New Ride, como preparativo para el lanzamiento de Solar Soul, que finalmente vio la luz, tanto en CD como descarga de pago desde el sitio de Nuclear Blast, el 1 de junio del mismo 2007, con una buena recepción de crítica y público.
El año 2007 se cerró para Samael con el relanzamiento de los discos Passage e Eternal, considerados generalmente junto con Ceremony of Opposites los más clásicos de la banda; en ambos casos, el lanzamiento se hizo con un nuevo arte. La reedición 2007 de Passage contiene tanto los tracks de dicho disco, como los de Exodus, EP sucesor del mencionado Passage, y cuyo tema de cabecera ("Exodus", precisamente) era justamente un descarte del disco anterior. En cuanto a la reedición 2007 de Eternal, el material adicional incluye una serie de reversiones y remezclas de temas del mismo disco.

### El regreso de Samael
Vorph, el cantante, guitarra, compositor y líder de la banda dijo que su siguiente disco iba a ser una “versión aumentada de sus tres primeros trabajos”. Así nace en el 2009 Above, un disco de black metal “Old School” algo melódico (muy poco, pese a tener sintetizadores estos se oyen de fondo y apenas se perciben).
De regalo para sus fanes más antiguos, el disco resultó ser, tal vez más crudo que sus primeros discos. El título podría corresponder a un fragmento de la famosa frase de la Tabla de Esmeralda de Hermes (Thoth) Trimegisto “Como es arriba es Abajo” (“As Above, So Below”). Y si se observa además el título de sus temas (en consonancia con el título del disco) están haciendo una apología del Nuevo Orden Mundial que (probablemente) vendrá tras la crisis mundial (Samael han aparecido en numerosos directos con la imagen de la pirámide iluminati).

## Letras
A pesar de pertenecer a una nacionalidad no anglófona, Samael recurre al expediente común en la música de los géneros que aborda, de cantar en inglés. Aun así, los temas "Born Under Saturn" (Passage) y "Ailleurs" (Eternal) presentan palabras o frases sueltas en francés. El tema "A Man In Your Head", por su parte, cita en alemán la frase programática del Tercer Reich "Ein Volk, Ein Reich, Ein Führer". El hidden track del EP "Rebellion", por su parte, incluye el tema "Static Journey" en una versión hablada, también en alemán.
Samael es probablemente una de las bandas que ha experimentado una evolución más fuerte, en términos de las letras de sus canciones, que ha ido en paralelo a sus cambios musicales. Incluso los propios nombres de los álbumes son reveladores al respecto. De manera puramente pedagógica, puede decirse que han evolucionado desde el satanismo clásico de sus discos "Adóralo" (Worship Him) y "Ritual de sangre" (Blood Ritual, hacia temas más existencialistas y cosmológicos como en "Ceremonia de los opuestos" (Ceremony of Opposites), "Rebelión" (Rebellion), "Pasaje" (Passage), y "Éxodo" (Exodus), hasta conceptos líricos llenos de autoafirmación y luminosidad, como "Eterno" (Eternal), "El reinado de la luz" (Reign of Light) y "Alma solar" (Solar Soul).
Al respecto, en una entrevista concedida el 17 de mayo de 2006, Vorph, quien es el responsable de las letras de las canciones, dijo que "algunos de los temas tratados en las letras son el desarrollo personal, la ambición y la trascendencia" ("Some of the themes treated in the lyrics are self-improvement, ambition and transcendence").

## Miembros

### Actuales
- Vorph (voces y guitarra)
- Makro (guitarra)
- Mas (bajo)
- Xy (teclados programador y batería)

### Anteriores
- Rodolphe H (teclados)
- Kaos  (guitarra)
- Pat Charvet (batería)

## Discografía

### Álbumes de estudio (LP)
- Worship Him (1991).
- Blood Ritual (1992).
- Ceremony of Opposites (1994).
- Passage (1996).
- Eternal (1999).
- Reign Of Light (2004).
- Solar Soul (2007).
- Above (2009).
- Lux Mundi (2011).
- Hegemony (2017).

### Demos
- Into the Infernal Storm of Evil (1987)
- Macabre Operetta (1988)
- From Dark to Black (1989)

### EP
- Medieval Prophecy (1989)
- Rebellion (1995)
- Exodus (1998)
- Antigod (2010)

### Singles
- Telepath (2005)
- On Earth (2005)
- Valkiries' New Ride (2007).
- Illumination (2009).
- Angel of Wrath (2017).
- Red Planet (2017).
- Black Supremacy (2017).
- Ave! (Remastered 2019) (2019).
- Transcendence (2020).

### Compilados
- Aeonics (2007)

### Material relacionado
- Xytras (1998)
- Era One (2006, disco doble, contiene "Era One" y "Lesson In Magic #1").

### DVD
- Black Trip (2003)

### Videoclips
- "Baphomet Throne" (del disco Ceremony of Opposites).
- "Jupiterian Vibe" (del disco Passage).
- "Infra Galaxia" (del disco Eternal).
- "Telepath" (del disco Reign of Light).
- "Slavocracy" (del disco Solar Soul).
- "Luxferre" (del disco Lux Mundi).